# فرانکلین ریچاردز
فرانکلین ریچاردز (به انگلیسی: Franklin Richards) یک شخصیت خیالی قهرمان است که در کتب کامیک مارول کامیکس وجود دارد؛ و برای اولین بار، در شمارهٔ ۶ چهار شگفت‌انگیز (Fantastic Four Annual) در نوامبر ۱۹۶۸ معرفی شد.
فرانکلین جهش یافته‌ای فراتر از سطح امگا با قابلیت‌های گستردهٔ ذهنی و دستکاری است. او فرزند آقای شگفت‌انگیز و زن نامرئی و برادر بزرگتر والریا ریچارد است. قسمت اول نام او (فرانکلین) از پدربزرگ مادری و قسمت دوم آن (بنجامین) از پدرخوانده‌اش (تینگ (شخصیت کمیک)) گرفته شده‌است. او دارای فرزندی از ریچل سامرز با نام جاناتان رید ریچاردز می‌باشد.